# A magyar országgyűlési választások rendszere 1989 és 2010 között

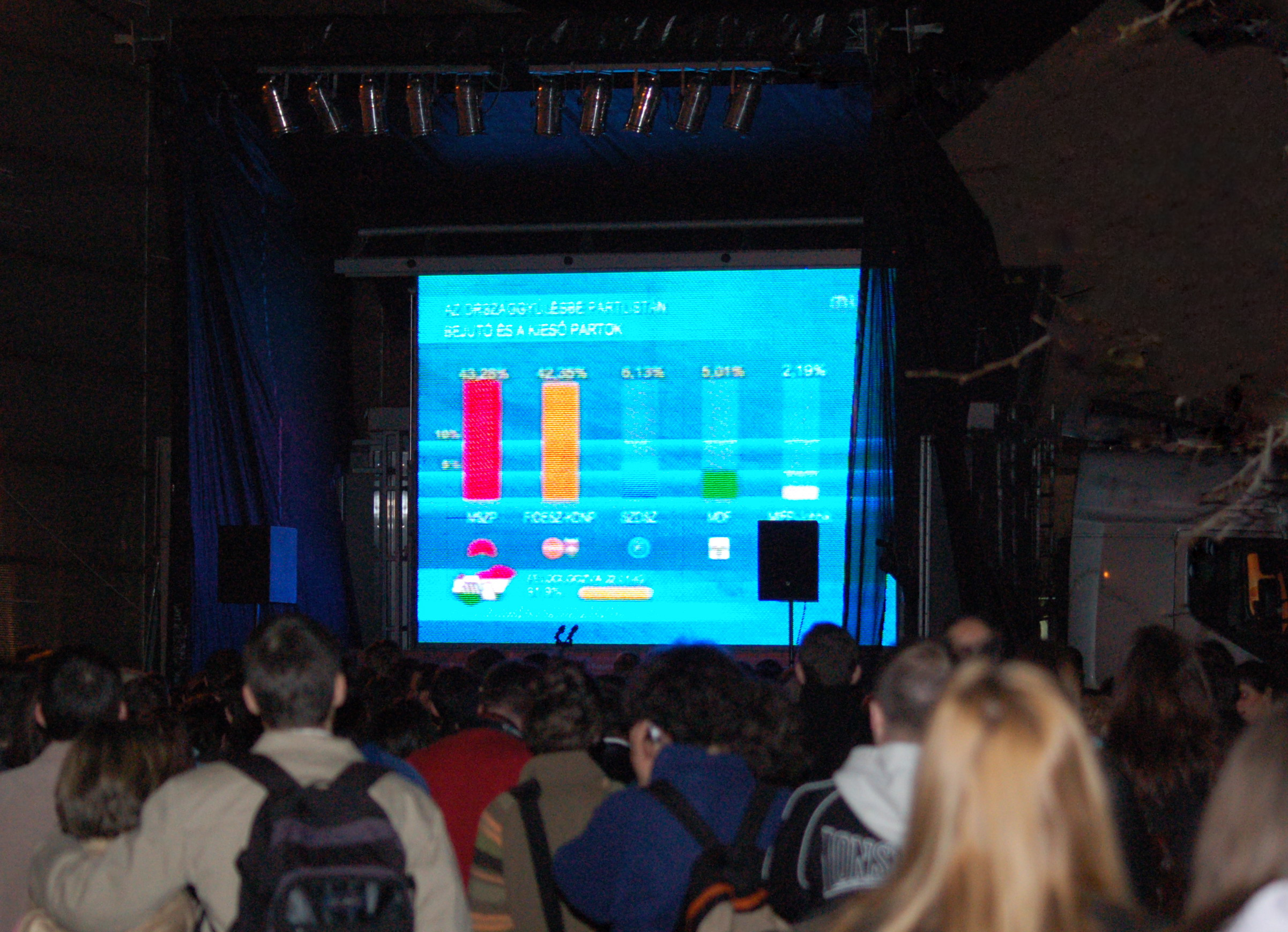
Választási eredmények kivetítése 2006-ban

1989 és 2010 között a Magyar Köztársaság országgyűlési választásait egy kétszavazatos töredékszavazat-visszaszámláló választási rendszerben tartották az 1989. évi XXXIV. törvény alapján két fordulóban, 
A magyar választási rendszer a vegyes választási rendszerek típusába tartozott, a helyi többségi (egyéni) és a területi arányos (pártlistás) rendszert keverte, így félarányos képviseletet nyújtott. A rendszer a német vegyes arányos rendszerhez hasonlóan kompenzációs vegyes rendszer volt, azonban a német rendszerrel ellentétben a szavazatveszteség csökkentése érdekében a úgynevezett töredékszavazat-visszaszámlálást alkalmazott.

## A vegyes választási rendszer szerkezete
A 386 fős, egykamarás parlamentbe 176-an egyéni választókerületben, minimum 58-an országos és maximum 152-en területi pártlistákról szerzett mandátummal juthattak be. Pártlistáról akkor lehetett mandátumot szerezni, ha a pártlistára leadott szavazatok országos átlagban meghaladták az 5%-os küszöböt. (Az első, 1990-es választáson ez a határ még 4% volt.)
A választók közvetlenül az egyéni jelöltekre és a pártok területi (19 megyei és 1 fővárosi) listáira szavazhattak, lakóhely szerint. Az országos listákra közvetlenül nem lehetett szavazni: ezeken az úgynevezett töredékszavazatok alapján oszlottak el a mandátumok.

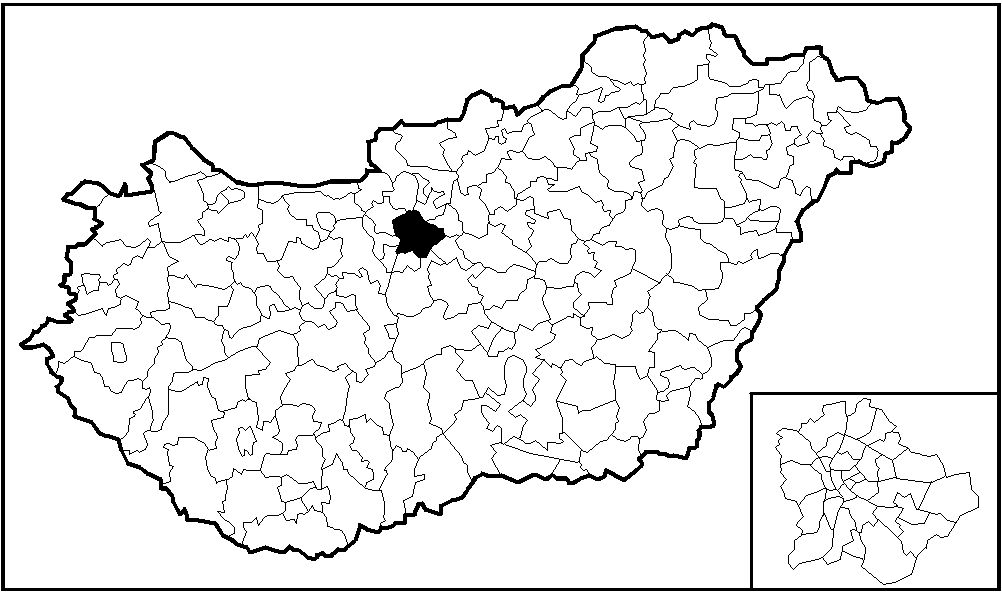
Választókerületek 1990 és 2011 között

## Jelöltállítás
Egyéni képviselőjelöltként annak a legalább 18 éves, magyar állampolgárságú személynek a neve kerülhetett a szavazólapra, aki legalább 750, az ajánló személyi számával és aláírásával ellátott ajánlószelvényt tudott összegyűjteni. Az ajánlószelvények gyűjtését a szavazás előtti 23. napig kellett befejezni, és a 19. napon kellett bejelenteni a jelölteket. Egy választópolgár érvényesen csak egy jelöltet támogathatott.
Területi listát azok a pártok állíthattak, amelyek a területhez tartozó egyéni kerületek legalább negyedében, de legalább két kerületben tudtak jelöltet állítani.
Országos listát azok a pártok állíthattak, amelyek képesek voltak legalább hét területi listát indítani.
Magyarország területén a választás napját megelőző nap 0.00 órától a szavazás napján urnazárásig kampánycsend lépett életbe. Közvéleménykutatási eredményeket két nappal a magyarországi szavazás megkezdése előtt lehetett utoljára nyilvánosságra hozni (a korábbi 8 napos határidőt előíró jogszabályt az Alkotmánybíróság 2007 márciusában hatályon kívül helyezte). Külföldön nyolc nappal, illetve egy héttel a hazai szavazás napja előtt adhatták le voksaikat a névjegyzékbe vett szavazók.

## A két forduló
Az első fordulóban minden választónak két szavazata volt: egy-egy voksot lehetett leadni az egyéni jelöltek, illetve a területi pártlisták valamelyikére. Az első szavazási forduló akkor volt érvényes, ha a választók több mint fele leadta szavazatát, és akkor eredményes, ha valamelyik egyéni jelölt megszerezte a szavazatok több mint 50%-át. A pártok a területi listákra leadott szavazatok arányában kaptak mandátumot.
Második szavazási fordulót az elsőt követő 14. napon kellett tartani azokban a kerületekben, ahol nem dőlt el az egyéni mandátumok sorsa. Amennyiben a részvétel az első fordulóban nem érte el az 50%-ot, akkor a listás szavazást is meg kellett ismételni. Ha az első forduló érvényes volt, de eredménytelen, a három legtöbb szavazatot kapott jelölt, illetve mindazok, akik legalább 15%-nyi szavazatot szereztek, indulhattak a második fordulóban; ekkor az érvényességhez 25%-ot meghaladó részvétel, az eredményességhez pedig relatív többség is elegendő volt. A második fordulóban a pártok a szavazás napján reggel hat óráig írásban jelezhették, ha jelöltjüket visszaléptették.

## Mandátumszámítás, töredékszavazatok
Az egyéni választókerületekben megszerezhető egy-egy mandátum mellett a területi és az országos listákon speciális számítási módszerekkel osztották el a mandátumokat.
A területi listákon a mandátumok elosztása a Hagenbach-Bischoff formula (illetve D'Hondt-módszer) segítségével történt. Az adott megyében (vagy Budapesten) az érvényes szavazatok számát elosztották a kiosztható mandátumok száma + 1-gyel; ez volt a kvóta, amely egy mandátum elnyeréséhez szükséges. Amelyik párt egyszer elérte a kvótát, az egy mandátumot kapott, amelyik kétszer, az kettőt, amelyik háromszor, az hármat stb. Ha ezek után még marad kiosztatlan mandátum, azt az a párt kapta, amelyiknek szavazatszáma alulról legjobban megközelítette a kvótát, de ez esetben is meg kell lennie a szükséges szavazatszám kétharmadának (ez a kétharmados szabály). Amennyiben ezek után is maradt(ak) kiosztatlan mandátum(ok), az(ok) felkerült(ek) az országos listára, így növelve az onnan kiosztható mandátumok számát.
Az országos listán szerezhető mandátumokat a töredékszavazatok és a felkerült negatív szavazatok alapján osztották el. A töredékszavazatok azok a leadott, de mandátumot nem eredményező szavazatok voltak, amelyeket az országosan öt százaléknál több szavazatot szerzett pártok vesztes egyéni jelöltjei kaptak, illetve amelyeket a területi listákra adtak a szavazók, de az ott elnyerhető mandátumokhoz szükséges szavazatszám fölött voltak. (Nem számított töredékszavazatnak a független jelöltekre és az öt százalék alatt maradt pártokra, illetve az érvénytelen választási fordulóban leadott voks.) Negatív szavazatok akkor keletkeztek, ha egy párt a kétharmados szabály alkalmazásával szerzett mandátumot: hiányzó szavazatai negatív előjellel kerültek fel az országos listára, azaz más területi listák eredményéből kellett levonni azokat.
A töredékszavazatok mandátumra váltása az országos listákon a d’Hondt-mátrix segítségével történt. A mandátumszerzésre jogosult pártok országos listára felkerült szavazatait felírták egymás mellé, majd ezek alá sorban e számok kettővel, hárommal, néggyel stb. való osztás után kapott hányadosát (az osztósor utolsó számjegye a kiosztható mandátumok száma). Az így kialakult mátrixban megkeresték a legnagyobb számot, és az a pártlista kapott egy mandátumot, amelyiknek az oszlopában ez a szám szerepelt. Ezután a második legnagyobb számot mutató pártlista kapott egy mandátumot, s ez addig folytatódott, amíg az összes mandátum gazdára nem talált.
A választás hivatalos végeredményét nyolc nappal a szavazás lezárulása után közölte az Országos Választási Bizottság (OVB), a nem hivatalos eredmény azonban már a választások napjának éjszakáján ismertté vált.
|          | Főváros, megye         | Egyéni választó- kerületek száma | Területi listaállítás feltételeként kellő egyéni jelöltek száma | Területi választó- kerületenként megszerezhető mandátumok száma |
| -------- | ---------------------- | -------------------------------- | --------------------------------------------------------------- | --------------------------------------------------------------- |
| 1.       | Budapest               | 32                               | 8                                                               | 28                                                              |
| 2.       | Baranya                | 7                                | 2                                                               | 6                                                               |
| 3.       | Bács-Kiskun            | 10                               | 2                                                               | 8                                                               |
| 4.       | Békés                  | 7                                | 2                                                               | 6                                                               |
| 5.       | Borsod-Abaúj-Zemplén   | 13                               | 3                                                               | 11                                                              |
| 6.       | Csongrád               | 7                                | 2                                                               | 6                                                               |
| 7.       | Fejér                  | 7                                | 2                                                               | 6                                                               |
| 8.       | Győr-Moson-Sopron      | 7                                | 2                                                               | 6                                                               |
| 9.       | Hajdú-Bihar            | 9                                | 2                                                               | 8                                                               |
| 10.      | Heves                  | 6                                | 2                                                               | 5                                                               |
| 11.      | Jász-Nagykun-Szolnok   | 8                                | 2                                                               | 6                                                               |
| 12.      | Komárom-Esztergom      | 5                                | 2                                                               | 5                                                               |
| 13.      | Nógrád                 | 4                                | 2                                                               | 4                                                               |
| 14.      | Pest                   | 16                               | 4                                                               | 14                                                              |
| 15.      | Somogy                 | 6                                | 2                                                               | 5                                                               |
| 16.      | Szabolcs-Szatmár-Bereg | 10                               | 2                                                               | 9                                                               |
| 17.      | Tolna                  | 5                                | 2                                                               | 4                                                               |
| 18.      | Vas                    | 5                                | 2                                                               | 4                                                               |
| 19.      | Veszprém               | 7                                | 2                                                               | 6                                                               |
| 20.      | Zala                   | 5                                | 2                                                               | 5                                                               |
| Összesen | Összesen               | 176                              |                                                                 | 152                                                             |